# 里特诺德豪森
里特诺德豪森是德国图林根州的一个市镇。总面积12.39平方公里，总人口1005人，其中男性505人，女性500人（2011年12月31日），人口密度81人/平方公里。